# Kalina Burkwoodova
Kalina Burkwoodova (Viburnum × burkwoodii) je okrasný keř, vyšlechtěný v roce 1924 v Anglii.

## Popis
Kalina Burkwoodova vždyzelený až poloopadavý, nepříliš hustě větvený keř víceméně kulovitého tvaru, dorůstající výšky 1 až 2 metry. Letorosty jsou hustě hnědavě hvězdovitě chlupaté, starší větévky olysalé a olivově zelené. Listy jsou vejčité až eliptické, 4 až 7 cm dlouhé, na líci tmavozelené, lesklé a drsné, na rubu šedozeleně plstnaté. Čepel listů je na okraji nezřetelně oddáleně zubatá. Řapík je krátký, jen 4 až 6 mm dlouhý. Květy jsou bílé, v poupěti růžové, asi 1,2 cm široké, silně vonné. Květenství jsou koncové, 5 až 7 cm široké vrcholíky. Kvete v dubnu až květnu, někdy opět i na podzim. Plody jsou zprvu červené, později černé.
Tato okrasná kalina byla vyšlechtěna v Anglii v roce 1924 křížením kaliny Carlesiovy (V. carlesii) a kaliny užitečné (V. utile).

## Využití
Kalina Burkwoodova je pěstována jako okrasný keř cenný především silně vonnými květy. Kultivarů není mnoho. Je uváděna z Průhonického parku, ze sbírek Dendrologické zahrady v Průhonicích, Pražské botanické zahrady v Tróji a z botanické zahrady v Rakovníku.

## Pěstování
Tato kalina vyžaduje mírné podnebí a chráněné stanoviště. Lze ji množit letními polovyzrálými řízky odebíranými v srpnu nebo září.